# Veitsmühle (Veitsbronn)
Veitsmühle ist ein Wohnplatz der Gemeinde Veitsbronn im Landkreis Fürth (Mittelfranken, Bayern).

## Geografie
Die ehemalige Einöde liegt an der Zenn. Sie ist heute als Haus Nr. 2 der Kreppendorfer Straße aufgegangen. Neben dem Wohngebäude gibt es noch acht Nebengebäude.

## Geschichte
Der Ort wurde 1506 erstmals urkundlich erwähnt.
Gegen Ende des 18. Jahrhunderts gehörte die Veitsmühle zur Realgemeinde Veitsbronn. Die Mühle hatte das brandenburg-ansbachische Kastenamt Cadolzburg als Grundherrn. Unter der preußischen Verwaltung (1792–1806) des Fürstentums Ansbach erhielt die Veitsmühle die Hausnummer 34 des Ortes Veitsbronn.
Von 1797 bis 1808 unterstand der Ort dem Justiz- und Kammeramt Cadolzburg. Im Rahmen des Gemeindeedikts wurde Veitsmühle dem 1808 gebildeten Steuerdistrikt Veitsbronn zugeordnet. Es gehörte auch der im selben Jahr gebildeten Ruralgemeinde Veitsbronn an.
Nach 1885 wurde die Veitsmühle nicht mehr als Ortsteil geführt.

## Einwohnerentwicklung
| Jahr      | 001818 | 001840 | 001861 | 001871 | 001885 |
| Einwohner |        | *      | *      | 7      | 9      |
| Häuser    | 1      | *      |        |        | 2      |
| Quelle    | [ 6 ]  | [ 7 ]  | [ 8 ]  | [ 9 ]  | [ 10 ] |

## Religion
Der Ort ist seit der Reformation evangelisch-lutherisch geprägt und bis heute nach St. Veit (Veitsbronn) gepfarrt. Die Einwohner römisch-katholischer Konfession sind nach Heilig Geist (Veitsbronn) gepfarrt.

## Weblink
- Veitsmühle in der Ortsdatenbank von bavarikon, abgerufen am 20. August 2021.